# Hospital Municipal de Badalona
L'Hospital Municipal de Badalona és un centre sanitari de caràcter públic de la ciutat de Badalona, gestionat per l'empresa municipal Badalona Serveis Assistencials (BSA).
Va ser inaugurat el 17 de gener de 1932, instal·lat en un edifici que hi havia al costat de la caserna de la Guàrdia Civil. Anomenat durant molts anys Hospital de Santa María y San José, al llarg dels temps va anar transformant-se. Amb motiu dels Jocs Olímpics d'Estiu de 1992 de Barcelona, es va decidir fer una gran reforma i ampliació entre 1985 i 1992, passant a tenir 153 llits, a donar cobertura a les poblacions del voltant i es va integrar en la xarxa de centres hospitalaris d'assistència sanitària del Comitè Organitzador de les Olímpiades de Barcelona. A més, amb la clausura definitiva de la Clínica del Carme el 1987, aquesta va passar a dependre de l'Hospital Municipal, i es va transformar en un centre de malalts de llarga duració.